# 바양카라 FC
바양카라 FC(인도네시아어: Bhayangkara Football Club)는 자카르타를 연고로 하는 인도네시아의 축구단이다. 현재 리가 2에 참가하고 있다.

## 선수 명단

### 현역
참고: FIFA 자격 규정에 따라 소속된 국가대표팀 국기를 표시합니다. 선수는 복수의 FIFA 비회원국 국적을 가지고 있을 수 있습니다.
| 번호 | 포지션 | 국적 | 이름      |
| ---- | ------ | ---- | --------- |
| 3    | DF     |      | 레오 실바 |

| 번호 | 포지션 | 국적 | 이름 |
| ---- | ------ | ---- | ---- |

## 우승
- 리가 1: 2017
- 리가 2: 2013

틀:바양카라 FC 선수 명단